# Sichuan Hongda
Sichuan Hongda Company (chinois simplifié : 四川宏达股份有限公司 ; chinois traditionnel : 四川宏達股份有限公司 ; pinyin : Sìchuān Hóngdá gǔfèn yǒuxiàngōngsī) est une entreprise chinoise du secteur de la métallurgie et de la chimie.
Elle était auparavant dénommée « Sichuan Hongda Chemical Industry ».
Elle conduit deux activités distinctes. Dans le secteur de la métallurgie elle extrait et traite le minerai de zinc pour le transformer en lingots. Dans le secteur de la chimie, elle produit de l'ammoniac, du calcium et des engrais à base de phosphate. Elle commercialise l'essentiel de sa production en Chine et en exporte une partie.
Elle est dirigée par Liu Canglong, 52 ans, président. En 2006, Liu Canglong a été un des cent plus grands donateurs chinois à des œuvres philanthropiques, selon le rapport Hurun.
En juillet 2012, dans la ville de Shifang, des manifestants ont affronté les forces de l'ordre afin d'obtenir l'abandon d'un projet d'usine métallurgique polluante envisagé par le groupe  Sichuan Hongda Company. À la suite de ces manifestations, le projet a été suspendu.